# Only Honest on the Weekend
Only Honest on the Weekend è il primo album in studio della cantante britannica Becky Hill, pubblicato il 27 agosto 2021 dalla Polydor Records.

## Tracce
1. I Got You – 3:10
2. Last Time – 3:34
3. Make It Hard to Love You – 3:19
4. Better Off Without You (con Shift K3Y) – 3:18
5. Remember – 2:41
6. Perfect People – 3:03
7. My Heart Goes (La Di Da) (con Topic) – 2:28
8. Could Be My Somebody (con S1mba) – 3:15
9. Business (con Ella Eyre) – 3:17
10. Waiting Not Looking – 2:04
11. Distance – 2:55
12. Lessons (con Banx & Ranx) – 3:07
13. Heaven on My Mind (con Sigala) – 3:13
14. Is Anybody There – 3:16
15. Through the Night (con 220 Kid) – 2:48

## Classifiche
| Classifica (2021) | Posizione massima |
| ----------------- | ----------------- |
| Irlanda           | 5                 |
| Lituania          | 79                |
| Norvegia          | 18                |
| Paesi Bassi       | 100               |
| Regno Unito       | 7                 |